# Leontopithecus caissara
El tití león de cara negra (Leontopithecus caissara) es una especie de primate platirrino de la familia Callitrichidae. Es un tití león endémico de Brasil, en concreto de la pequeña zona costera de Superagüi, en el  parque nacional del mismo nombre.
Su pelaje es dorado excepto en su cabeza, la cola y las manos, que son negras. Pesa unos 570 gramos.